# U nguyên tủy bào
U nguyên tủy bào là loại ung thư não nguyên phát phổ biến nhất ở trẻ em. Nó bắt nguồn từ một phần của bộ não hướng về phía sau và phía dưới, trên sàn sọ, trong tiểu não hoặc fossa sau.
Não được chia thành hai phần chính, phần não lớn hơn ở trên và phần tiểu não nhỏ hơn ở phía dưới về phía sau. Họ được ngăn cách bởi một màng gọi là lều tiểu não. Các khối u có nguồn gốc từ tiểu não hoặc khu vực xung quanh bên dưới lều, do đó, được gọi là dưới lều.
Trong lịch sử u nguyên tủy bào đã được phân loại là một loại  u thần kinh nguyên thủy (PNET), nhưng bây giờ người ta đã biết rằng u nguyên tủy bào khác biệt với PNET thay thế và chúng không còn được coi là các thực thể giống nhau.
Các u nguyên tủy bào là các khối u xâm lấn, phát triển nhanh chóng, không giống như hầu hết các khối u não, lây lan qua dịch não tủy và thường di căn đến các vị trí khác nhau dọc theo bề mặt của não và tủy sống. Di căn xuống tận rễ thần kinh đuôi ngựa ở đáy tủy sống được gọi là "di căn thả".
Tỷ lệ sống tương đối tích lũy cho tất cả các nhóm tuổi và theo dõi mô học là 60%, 52% và 47% sau 5 năm, 10 tuổi và 20 tuổi, với trẻ em có tỷ lệ sống sót cao hơn người lớn.